# (2968) Iliya
(2968) Iliya est un astéroïde de la ceinture principale aréocroiseur. 

## Description
(2968) Iliya est un astéroïde aréocroiseur de taille moyenne[Quoi ?]. Il présente une orbite caractérisée par un demi-grand axe de 2,37 UA, une excentricité de 0,31 et une inclinaison de 9,2° par rapport à l'écliptique. Cet astéroïde a été découvert le 31 août 1978 par l’astronome soviétique Nikolaï Tchernykh à l’observatoire de Naoutchnyï, en Crimée.

## Compléments